# Občina Škofja Loka
Občina Škofja Loka (slovinsky Občina Škofja Loka) je jednou z 212 občin ve Slovinsku. Nachází se v Hornokraňském regionu na území historického Kraňska. Občinu tvoří 62 sídel, její rozloha je 146,0 km² a k 1. lednu 2017 zde žilo 22 935 obyvatel. Správním střediskem občiny je město Škofja Loka.

## Členění občiny
Občina se dělí na sídla: Binkelj, Bodovlje, Bukov Vrh nad Visokim, Breznica pod Lubnikom, Brode, Bukovica, Bukovščica, Crngrob, Dorfarje, Draga, Forme, Gabrk, Gabrovo, Gabrška Gora, Godešič, Gorenja vas-Reteče, Gosteče, Grenc, Hosta, Knape, Kovski Vrh, Križna Gora, Lenart nad Lušo, Lipica, Log nad Škofjo Loko, Moškrin, Na Logu, Papirnica, Pevno, Podpulfrca, Pozirno, Praprotno, Pungert, Puštal, Reteče, Rovte v Selški dolini, Sopotnica, Spodnja Luša, Staniše, Stara Loka, Stirpnik, Strmica, Suha, Sveta Barbara, Svetega Petra Hrib, Sveti Andrej, Sveti Duh, Sveti Florijan nad Škofjo Loko, Sveti Ožbolt, Sveti Tomaž, Ševlje, Škofja Loka, Trata, Trnje, Valterski Vrh, Vešter, Vincarje, Virlog, Virmaše, Visoko pri Poljanah, Zgornja Luša, Zminec.